# Space.com
Space.com è un sito web che tratta notizie di spazio e astronomia, spesso riprese poi da altri media, come la CNN, MSNBC, Yahoo! e USA Today.

## Storia
Space.com è stato fondato dall'ex giornalista della CNN Lou Dobbs e da Rich Zahradnik, nel luglio 1999. A quel tempo, Dobbs possedeva una quota consistente della società, e, inaspettatamente, lasciò la CNN quello stesso anno diventando amministratore delegato di Space.com.
La società lottò per ottenere profitti nei primi tempi, ma quando scoppiò la Bolla delle dot-com, nel 2000, molti pensarono che il sito sarebbe crollato. Il cofondatore Rich Zahradnik aveva lasciato la sua posizione di presidente dopo meno di due mesi dalla creazione della società; l'ex astronauta Sally Ride prese il suo posto, ma nel settembre 2000 si dimise. Quando si espanse, la società acquisì altri siti web, come Starport.com e Explorezone.com. Acquisì anche Sienna Software (la società che produsse il software Starry Night) e Spazio News. Nonostante una certa crescita, Space.com non riuscì a realizzare pienamente ciò che Dobbs aveva sperato e, nel 2001, Dobbs tornò alla Cnn, rimanendo solo con una quota di minoranza dentro a Space.com.